# 골드망꿀박쥐
골드망꿀박쥐(Lonchophylla mordax)는 주걱박쥐과(신세계잎코박쥐류)에 속하는 박쥐의 일종이다. 남아메리카와 중앙아메리카의 브라질과 콜롬비아, 코스타리카, 에콰도르 그리고 파나마에서 발견된다.

## 특징
작은 박쥐로 몸통 길이가 45~60mm이고 전완장이 33.5~37.8mm, 꼬리 길이가 8~14mm이다. 발 길이는 8~10mm, 귀 길이는 13~16mm이고 몸무게는 최대 11g이다. 등 쪽 털은 불그스레한 갈색을 띠는 반면에 배 쪽은 밝은 갈색이다. 주둥이가 길고 잎코는 피침형 모양이다.

## 생태
동굴과 나무 구멍 속에 작은 무리를 지어 은신한다. 먹이는 꽃가루와 꽃꿀, 작은 열매와 나비이다.

## 분포 및 서식지
코스타리카부터 남서쪽 콜롬비아와 에콰도르 그리고 브라질 동부 지역까지 남아메리카에 불연속적으로 분포한다. 해발 최대 1,000m 이하의 습윤 상록수 열대우림과 바나나 농장에 서식한다.

## 아종
2종의 아종이 알려져 있다.
- L. m. mordax - 브라질 동부 파라주와 피아우이주, 바이아주, 세아라주, 알라고아스주, 미나스제라이스주, 고이아스주, 이스피리투산투주
- L. m. concava (Goldman, 1914) - 코스타리카 남서부, 파나마, 콜롬비아 북서부, 에콰도르 중부와 남서부

브라질 바이아주 서부와 페르남부쿠주에서 발견된 개체는 2015년에 신종 카팅가꿀박쥐로 옮겨져 명명되었다.